# Asco (Alta Córcega)
Asco (en idioma corso Ascu) es una comuna  y población de Francia, situada en la región de Córcega, departamento de Alta Córcega.
Su población en el censo de 1999 era de 96 habitantes.

## Demografía
| 215 | 205 | 171 | 116 | 96 | 134 |
| Para los censos de 1962 a 1999 la población legal corresponde a la población sin duplicidades (Fuente: INSEE [Consultar]) |     |     |     |    |     |